# Smithfield (Karolina Północna)
Smithfield – miasto w Stanach Zjednoczonych, w stanie Karolina Północna, w hrabstwie Johnston, położone nad rzeką Neuse.